# Svarta änkan (låt)
"Svarta änkan" är en låt framförd av Nanne Grönvall och släppt som singel 1999. Låten skrevs av Nanne Grönvall och Peter Grönvall.
Låten skickades in till Melodifestivalen 2000, men kom inte med. Den vann senare OGAE Song Contest år 2000.